# ORCA (量子化学プログラム)

ORCAは、量子化学プログラムである。密度汎関数理論、多体摂動、結合クラスター法、多参照法、半経験的分子軌道法を含む現代的電子構造法を含む。分子動力学法も実行できる。主な応用分野はより大きな分子、遷移金属錯体、およびそれらの分光学的性質である。ORCAはフランク・ネーゼの研究グループによって開発されている。学術機関での学術利用に限り無料版が入手可能である。

## グラフィックインタフェース
- Avogadro
- Chemcraft
- Molden
- Ascalaph Designer
- Gabedit